# Берестовая (приток Берды)
Берестова́я (укр. Берестова́) — река на Украине, в пределах Бердянского района Запорожской области. Правый приток Берды (бассейн Азовского моря).

## Описание
Длина 22,3 км, площадь водосборного бассейна 146 км². Долина узкая и сравнительно глубокая, местами с крутыми склонами, изрезанными балками и оврагами; её западные (правые) склоны выше восточных. Русло слабоизвилистое, местами пересыхает. Сооружено несколько прудов.

## Расположение
Берестовая берёт начало на северо-запад от села Берестовое. Течёт преимущественно на юго-восток, через село Троицкое. Впадает в Берду западнее села Новосолдатское.